# Любивщина

Любо́вщина (укр. Любівщина) — село,
Шахворостовский сельский совет,
Миргородский район,
Полтавская область,
Украина.
Код КОАТУУ — 5323289204. Население по переписи 2001 года составляло 358 человек.
Село указано на трехверстовке Полтавской области. Военно-топографическая карта.1869 года как хутор Кизя
Хутор Любовщина был приписан к Покровской церкви в Шахворостовке

## Географическое положение
Село Любовщина находится на левом берегу реки Лихобабовка,
выше по течению на расстоянии в 1,5 км расположено село Трудолюб,
ниже по течению на расстоянии в 1,5 км расположен город Миргород.
Рядом проходит автомобильная дорога Р-42.

## Экономика
- ООО «Любовщина».
- ООО «Днипро».
- ООО «Эркерс».

## Известные жители и уроженцы
- Красюк, Матрёна Даниловна (1923—1977) — Герой Социалистического Труда.